# Arsenaal van Warschau

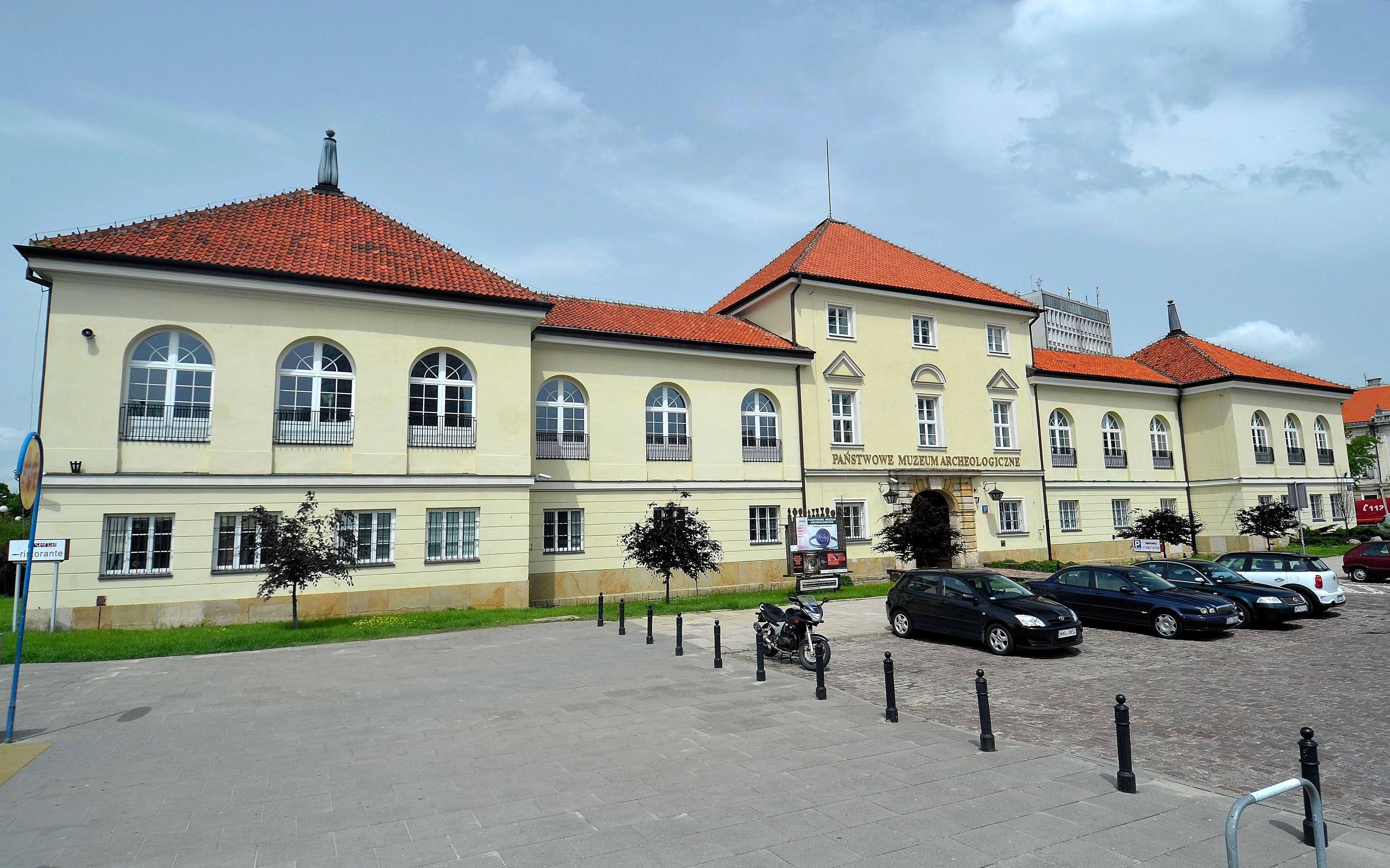
Huidige staat van het Arsenaal van Warschau

Het Arsenaal van Warschau (Pools: Arsenał Królewski w Warszawie) is een militair arsenaal in Warschau, Polen. Het is gelegen aan de Długastraat, nabij Stare Miasto, het oude centrum van Warschau. Door de eeuwen heen diende het gebouw een verscheidenheid aan rollen. Het was het toneel van hevige gevechten tijdens de Opstand van Warschau van 1794. Momenteel herbergt het het Nationaal Archeologisch Museum.

## Geschiedenis

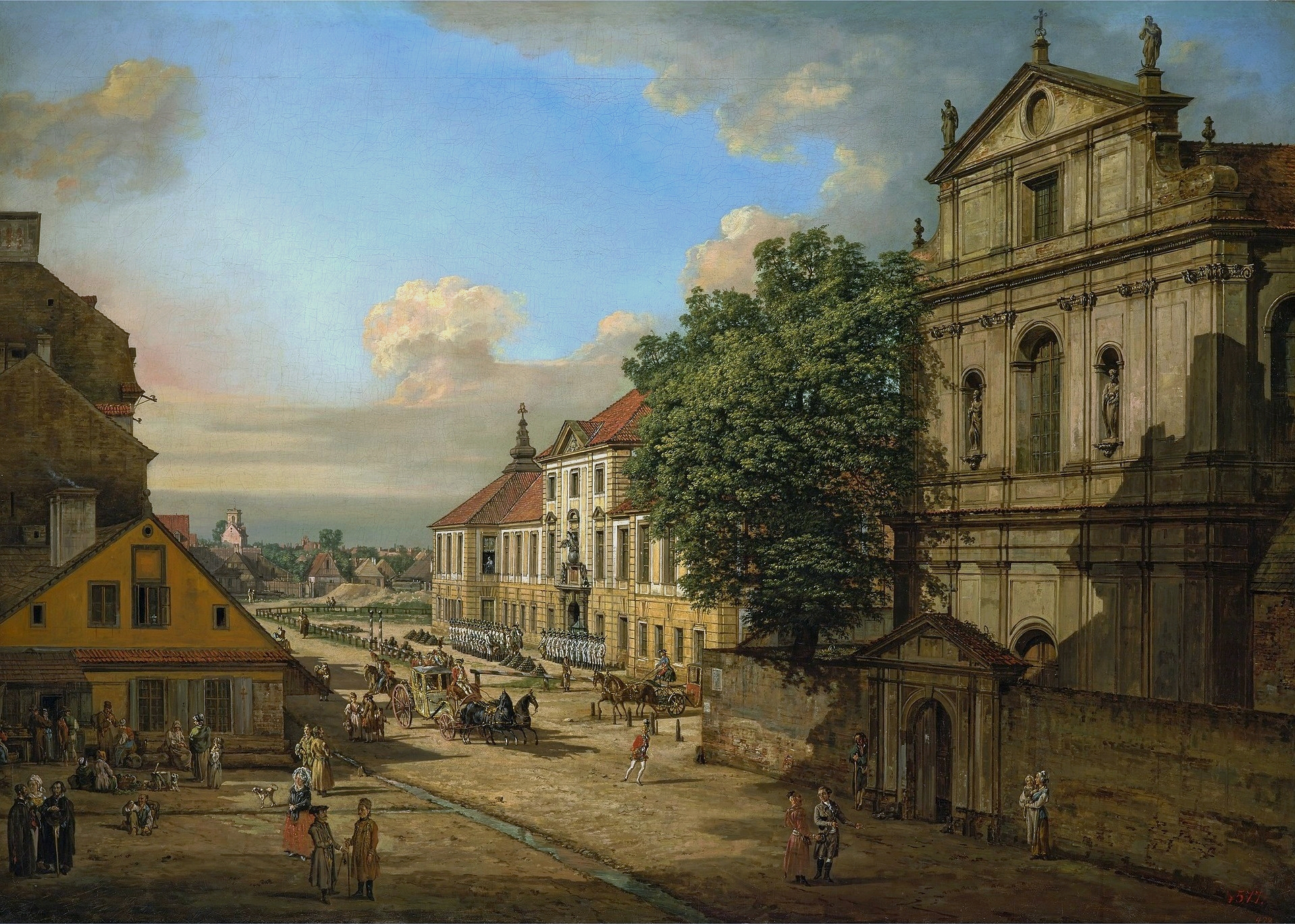
Het Arsenaal van Warschau, rechtsachter, ca. 1775

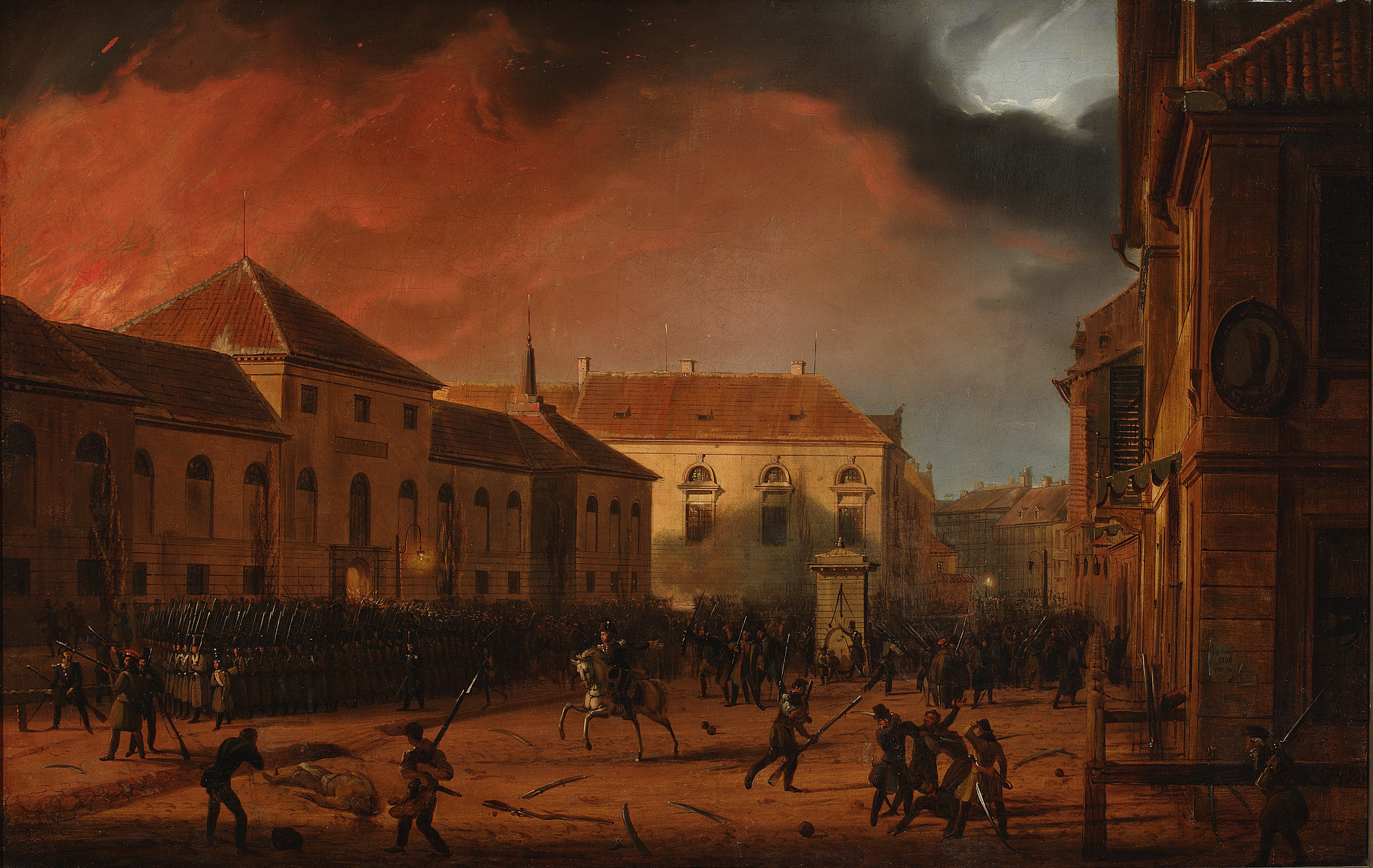
Inname van het arsenaal tijdens de Novemberopstand, 1830

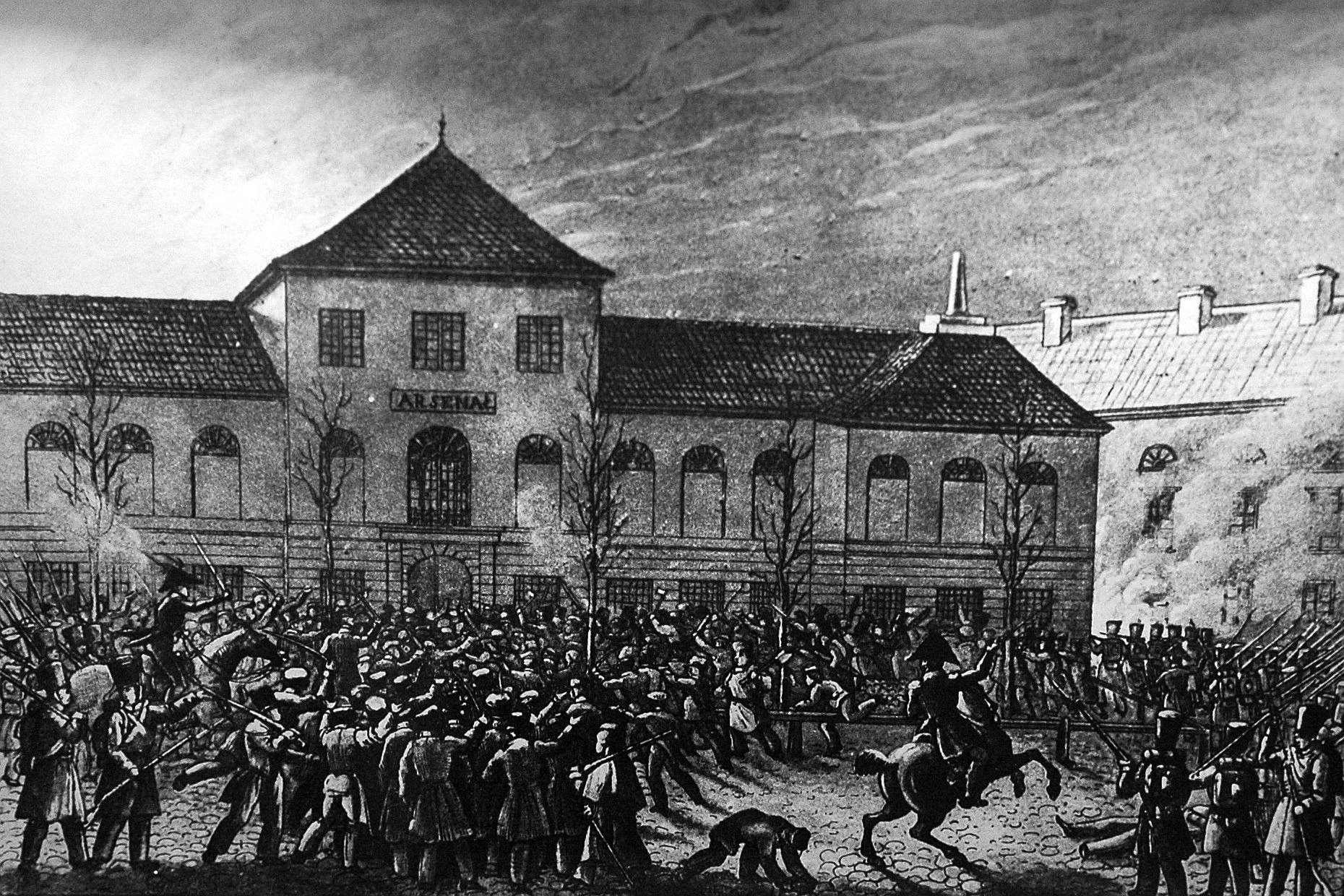
Bestorming van het arsenaal tijdens de Novemberopstand

Het gebouw werd gebouwd in het midden van de 16e eeuw, in opdracht van koning Stefanus Báthory, in eerste instantie om te dienen als hostel voor oorlogsveteranen. Tijdens het bewind van koning Wladislaus Wasa tussen 1638 en 1643, werd het gebouw grondig gereconstrueerd door generaal van Ingenieurs Paweł Grodzicki (die ook werd beschouwd als een belangrijk architect) tot een stadarsenaal (cekhauz, zoals het werd genoemd). Het kreeg een classicistische afwerking en de muren werden verdikt, ter verdediging tegen directe aanvallen. Sindsdien dient het gebouw als het belangrijkste arsenaal van het Warschaugarnizoen. In de 18e eeuw werd het twee keer herbouwd, de eerste keer tussen 1752 en 1754 (door Jan Deybel en Joachim Rauch) en vervolgens tussen 1779 en 1782. Deze laatste modernisering van het arsenaal werd uitgevoerd door Szymon Zug en Stanisław Zawadzki, de meest gerenommeerde Poolse architecten van die tijd.
Tijdens de Opstand van Warschau van 1794 was het gebouw het toneel van zware gevechten tussen het Engelse leger en burgers, en de Russische eenheden die Warschau bezetten. Na te zijn beschadigd tijdens de gevechten werd het gebouw in 1817 herbouwd onder leiding van Wilhelm Minter. Na de Novemberopstand werd het gebouw tot 1835 omgebouwd tot een grote tsaristische gevangenis. Uiteindelijk besloten de Russische autoriteiten echter de enorme Citadel van Warschau te bouwen, waarna het arsenaal een andere functie kreeg, namelijk die van tijdelijke opsluiting van gevangenen. De politieke gevangenen werden nu in het citadel opgesloten. 
Nadat Polen zijn onafhankelijkheid had herwonnen bleef het gebouw dienen als politiebureau, maar het was hoognodig aan renovatie toe. Tussen 1935 en 1938, tijdens het presidentschap van Stefan Starzyński, kreeg het arsenaal wederom een ander doel, dit keer die van stadsarchief. De belangrijkste architecten, Bruno Zborowski en Andrew Węgrzecki, besloten veel van de uiterlijke vormgeving van de binnenplaats te herstellen in zijn oorspronkelijke 17e-eeuwse staat.
Het gebouw overleefde de Poolse Veldtocht van 1939 en bleef zijn vooroorlogse rol dienen tijdens de Duitse bezetting van Polen. In het voorjaar van 1943 voerde de verzetsorganisatie Szare Szeregi een van de meest spectaculaire acties van het verzet uit. Ze wisten een aantal politieke gevangenen die door de Gestapo werden overgebracht van de ene naar de andere gevangenis te bevrijden. Dit alles gebeurde recht voor het arsenaal. Deze operatie wordt daarom de Operatie Arsenaal genoemd. Hierna werd er zwaar gevochten tijdens de Opstand van Warschau van 1944. Het arsenaal was een van de Poolse redouten in het gebied, die de oude binnenstad van Warschau vanuit het westen moesten verdedigen. Na de capitulatie van het verzet, werd het arsenaal volledig verwoest door de Duitsers, samen met de omliggende gebouwen en een van de meest luxueuze winkelcentra van de stad.
In 1948 werd besloten het arsenaal te herbouwen in de oorspronkelijke vorm. In slechts twee jaar wisten de werknemers het gebouw volledig te herbouwen. De opzichter van de bouw was Bruno Zborowski. Sinds 1959 herbergt het gebouw het Archeologisch Museum van Warschau.